# Giyanti (Sambong)
Giyanti is een bestuurslaag in het regentschap Blora van de provincie Midden-Java, Indonesië. Giyanti telt 2073 inwoners (volkstelling 2010).